# Holochlora sumatrensis
Holochlora sumatrensis is een rechtvleugelig insect uit de familie sabelsprinkhanen (Tettigoniidae). De wetenschappelijke naam van deze soort is voor het eerst geldig gepubliceerd in 1927 door Karny. Zoals de naam aangeeft, komt de soort voor op het eiland Sumatra. Verder komt de soort ook voor in Maleisië.